# Altrincham

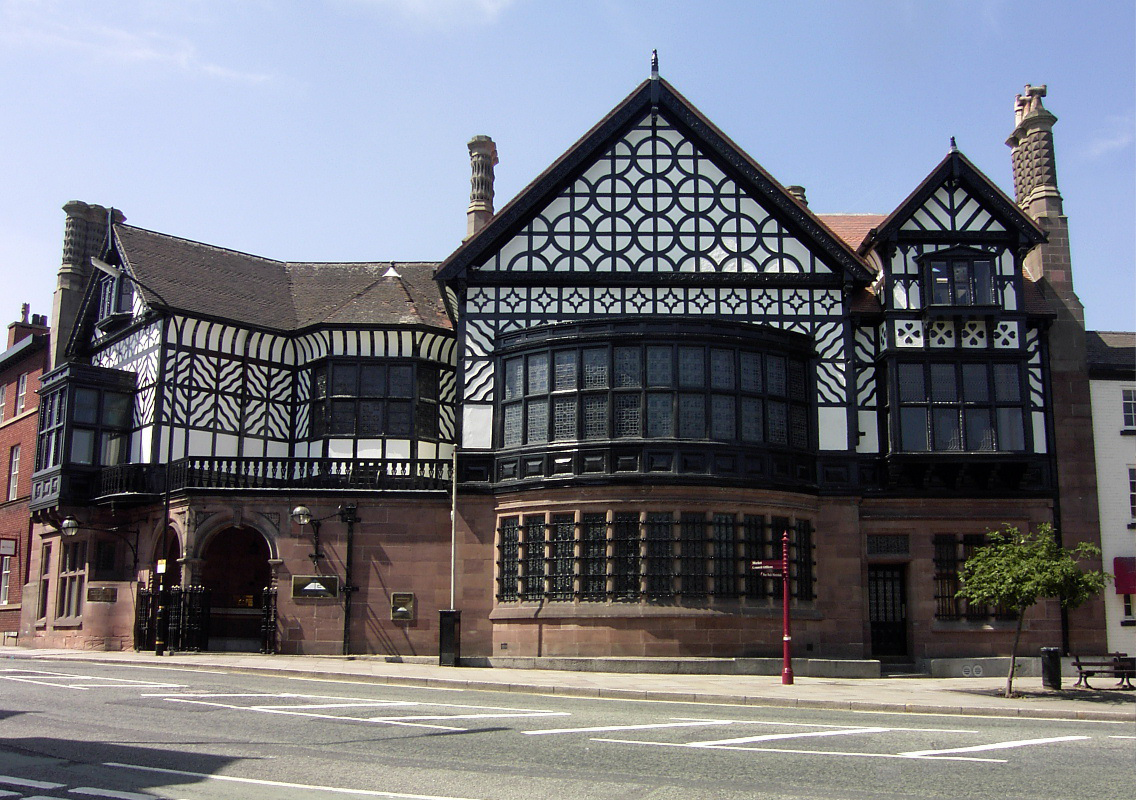
Old Market Place, Altrincham

Altrincham [ˈɒltrɪŋəm]  ist eine Marktgemeinde im Nordwesten von England. Sie liegt innerhalb des Metropolitan Borough of Trafford in Greater Manchester, südlich des Flusses Mersey etwa 13 Kilometer südwestlich des Stadtzentrums von Manchester und 300 Kilometer nordwestlich von London. Im Jahr 2015 lebten 54.837 Menschen in Altrincham.

## Geschichte
Historisch ist die Gemeinde ein Teil von Cheshire. Der Ursprünge des Ortes lassen sich schon zur Zeit der Angelsachsen archäologisch nachweisen und dürften noch älteren Ursprungs sein. Der Name Altrincham wird zuerst als „Aldringeham“ geführt und meint wahrscheinlich „Wohnort der Menschen von Aldhere“. Der Name veränderte sich im Laufe der Zeit zu seiner heutigen Form, aber noch im späten 19. Jahrhundert waren die Schreibweisen Altrincham und Altringham gleichermaßen üblich. Die erste urkundliche Erwähnung gibt es aber erst, als Altrincham 1290 das Marktrecht verliehen wurde. Die Entwicklung der Gemeinde wurde durch die Erweiterung der Bridgewater Canal bis Altrincham 1765 und den Anschluss an die Eisenbahn im Jahre 1849 besonders gefördert. Durch die Anbindung an die Eisenbahn wurde Altrincham aber vor allem als Wohnort für Pendler nach Manchester attraktiv und es hat diese Funktion bis heute beibehalten.

## Sport und Kultur
Altrincham ist Heimat des FC Altrincham, eines Fußballvereins, der in der Football Conference spielt, und eines Premier-League-Eishockeyclubs, der Manchester Phoenix.
Am Rande von Altrincham liegt das aus dem 18. Jahrhundert stammende Anwesen Dunham Massey Hall, das mit seinem ihm umgebenden Park, in dem Hirsche leben, dem National Trust gehört.
Die Markthalle des Old Market Place im Zentrum des Ortes steht unter Denkmalschutz.

## Bekannte Einwohner
Altrincham ist der Geburtsort der Schauspielerin Angela Cartwright (* 1952). Alison Uttley (1884–1976) schrieb ihr Buch Little Grey Rabbit, während sie in der Gemeinde lebte. Der Dramatiker Ronald Gow lebte in seiner Jugend in Altrincham und arbeitete als Lehrer an einer örtlichen Schule. Der Fußballspieler Nicky Summerbee (* 1971) wurde hier geboren.

## Verkehr
Die Manchester Metrolink hat ihren südlichen Endpunkt bei Altrincham. Der Metrolink verbindet die Stadt mit der Stadt Manchester und anderen Teilen von Greater Manchester.
Altrincham liegt 6,4 Kilometer nordöstlich vom Manchester Airport, dem verkehrsreichsten Flughafen im Vereinigten Königreich außerhalb von London.